# Dorstadt
Dorstadt ist eine Gemeinde der Samtgemeinde Oderwald (Sitz in Börßum) im Landkreis Wolfenbüttel in Niedersachsen (Deutschland).

## Geografie
Dorstadt liegt zwischen Wolfenbüttel und Schladen am Osthang des Oderwalds unmittelbar an der Oker, naturräumlich im Börßum-Braunschweiger Okertal. Dies wird durch die Oker, den früheren Verlauf der Ilse und die in Dorstadt in die Oker mündende Warne gebildet. Am rechten Ufer bilden mehrere Erhebungen wie der Westerberg und der Spitzberg die eher waldlose Landschaft. Zwei Kilometer nördlich liegt ebenfalls am linken Ufer Ohrum mit dem historischen Okerübergang und wenige Kilometer südlich Heiningen sowie rechtsseitig der Oker der frühere Eisenbahnknotenpunkt Börßum. Der höchste Punkt der Gemeinde liegt am Südhang des Hungerbergs im Oderwald mit einer Höhe von 203 m ü. NHN.

## Geschichte
Dorstadt wurde erstmals 1110 urkundlich erwähnt. Eiko von Dorstadt, der seinen Stammsitz im heutigen Dorstadt hatte, erhielt die bischöfliche Burg Schladen von Bischof Udo von Hildesheim. 1167 wurde die Gemeinde als Neuendorf urkundlich erwähnt.
600 Jahre war die Geschichte des Ortes mit der des Klosters Dorstadt verbunden. 1189 wurde das Augustiner-Chorfrauenstift zum Heiligen Kreuz von den Edelherren vor Dorstadt gestiftet. Das Kloster vermehrte kontinuierlich seinen Grundbesitz durch Landkauf in den Nachbardörfern, bis hin nach Bruchmachtersen vergrößerte sich im 13. Jahrhundert der Klosterbesitz auf 1000 Hektar Acker. Nach einer „protestantischen Zwischenphase“ als Damenstift ab 1568, kehrten die katholischen Augustiner-Chorfrauen 1643 zurück.
Das Kloster wurde 1810 säkularisiert und als Rittergut verkauft.

## Religion
- Evangelisch-lutherische St.-Bartholomäus-Kirche (Am Bruch 10). Die historische Kirche gehört zum Pfarrverband Halchter und ist die südlichste Kirche der Propstei Wolfenbüttel.
- Katholische Heilig-Kreuz-Kirche (Harzstraße 49). 1937 erbaut und 1964 erweitert, seit 2006 Filialkirche der Pfarrgemeinde St. Petrus in Wolfenbüttel. An der Kirche befindet sich das Haus der Besinnung, es ist ein Selbstversorgerhaus in Trägerschaft der Pfarrgemeinde St. Petrus und wird genutzt von Gruppen bis 20 Personen für Besinnungstage, Schulungen und Freizeiten.
- Neuapostolische Kirche (Am Förstergarten 8). Die Gottesdienste der 1957 gegründeten Gemeinde fanden zunächst in der alten Schule im Süddorf statt, 1977 wurde eine eigene Kirche erbaut. Die Gemeinde gehört zum Kirchenbezirk Wolfenbüttel.

## Politik

### Gemeinderat
Der Gemeinderat aus Dorstadt setzt sich aus 9 Ratsfrauen und Ratsherren zusammen.
- SPD 5 Sitze
- CDU 3 Sitze
- dieBasis 1 Sitz

(Stand: Kommunalwahl 2011)
Nach der Kommunalwahl 2016 blieb die Sitzverteilung unverändert.
Mit der Kommunalwahl im September 2021 ist erstmals ein Vertreter von dieBasis in den Gemeinderat eingezogen.
2021 – 2026 setzt sich der Gemeinderat wie folgt zusammen:
| Gemeinderat 2021 – 2026Insgesamt 9 Sitze - SPD: 5 - CDU: 3 - Basis: 1 |

### Bürgermeister
Bürgermeister ist Bruno Polzin (SPD).

### Wappen
Blasonierung: „Gold-rot gespalten und schrägrechts mit einem blau-silbernen Schachbalken überzogen.“

## Kultur und Sehenswürdigkeiten

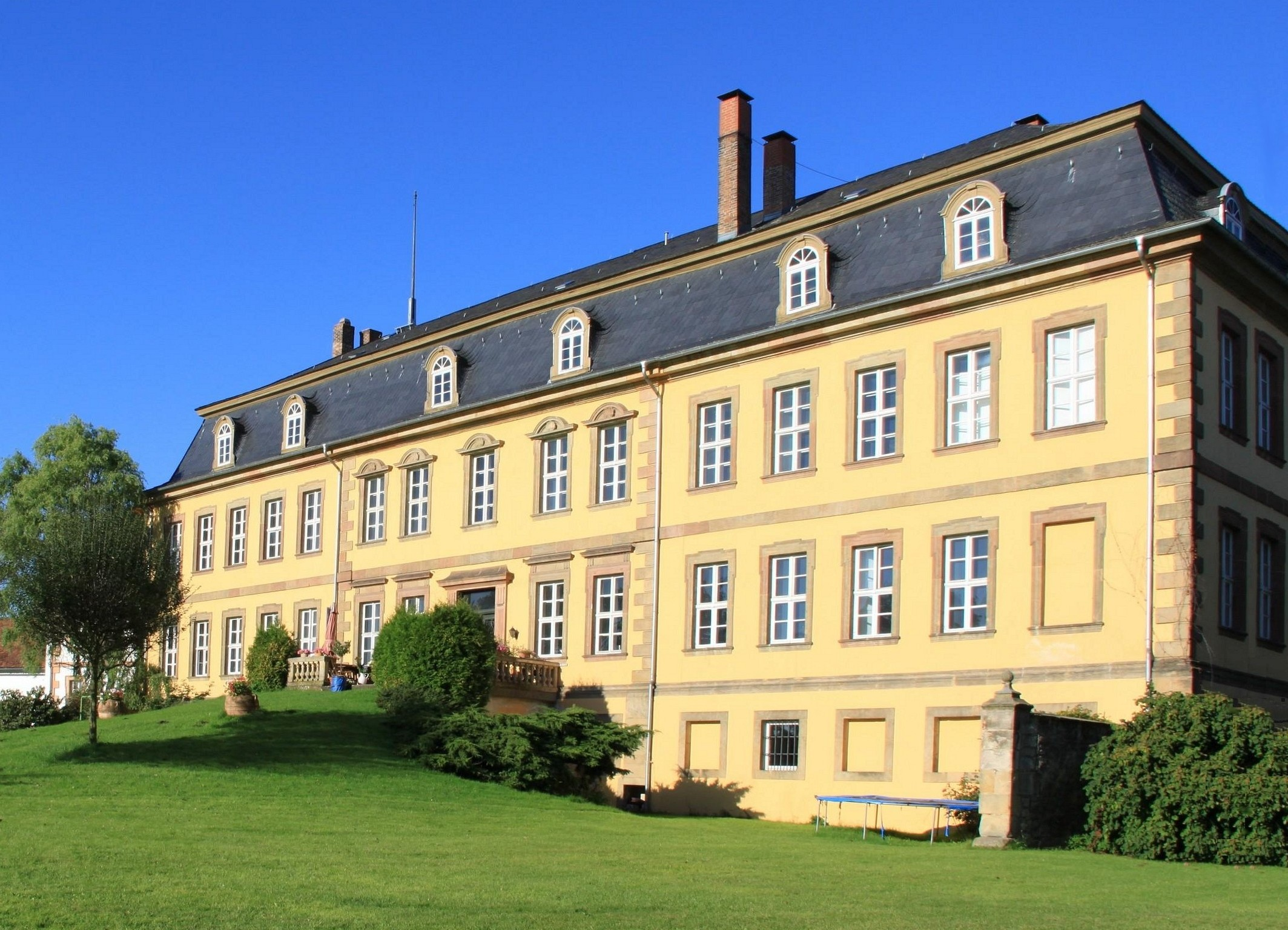
Herrenhaus (ehemaliges Kloster Dorstadt)
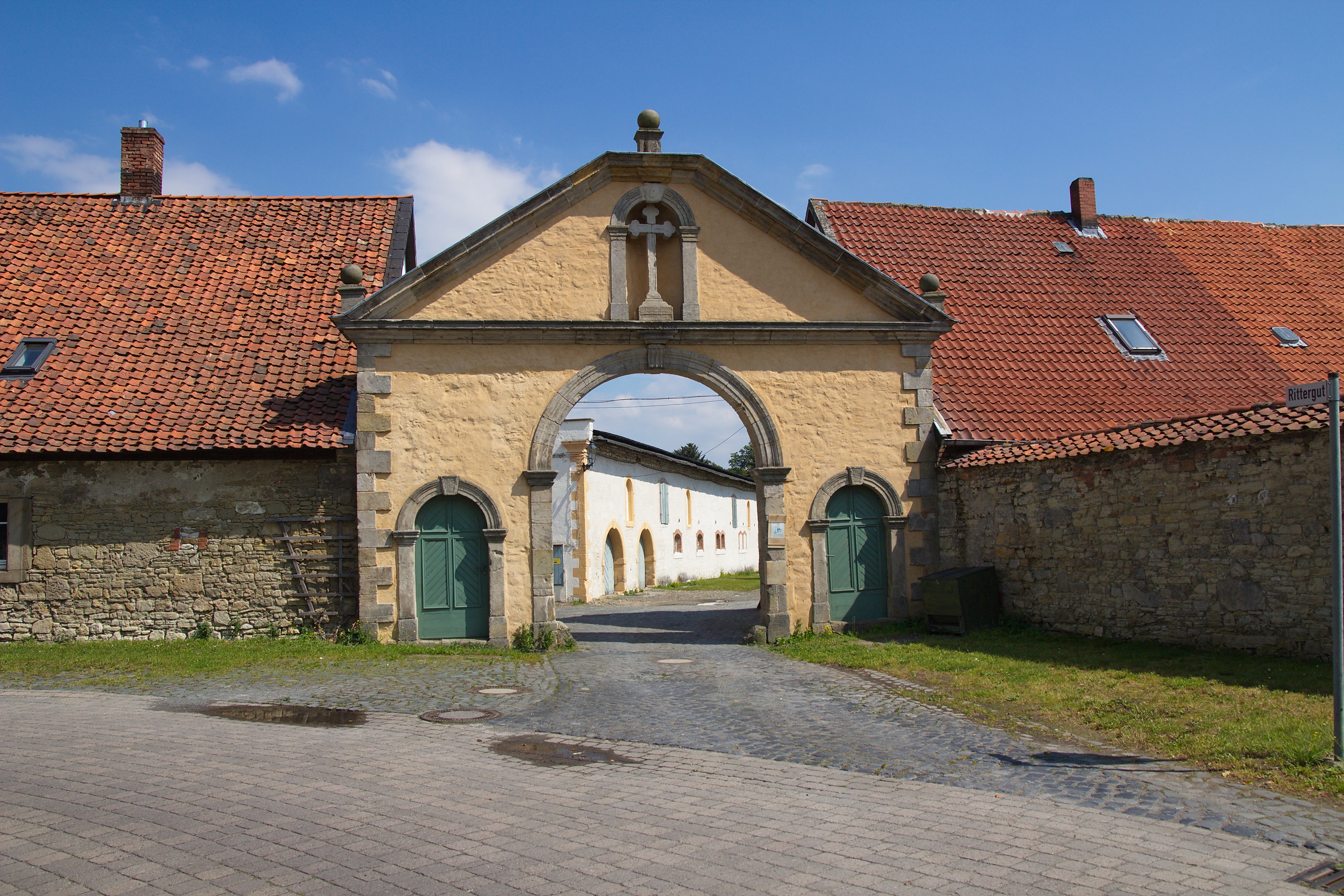
Tor des Ritterguts
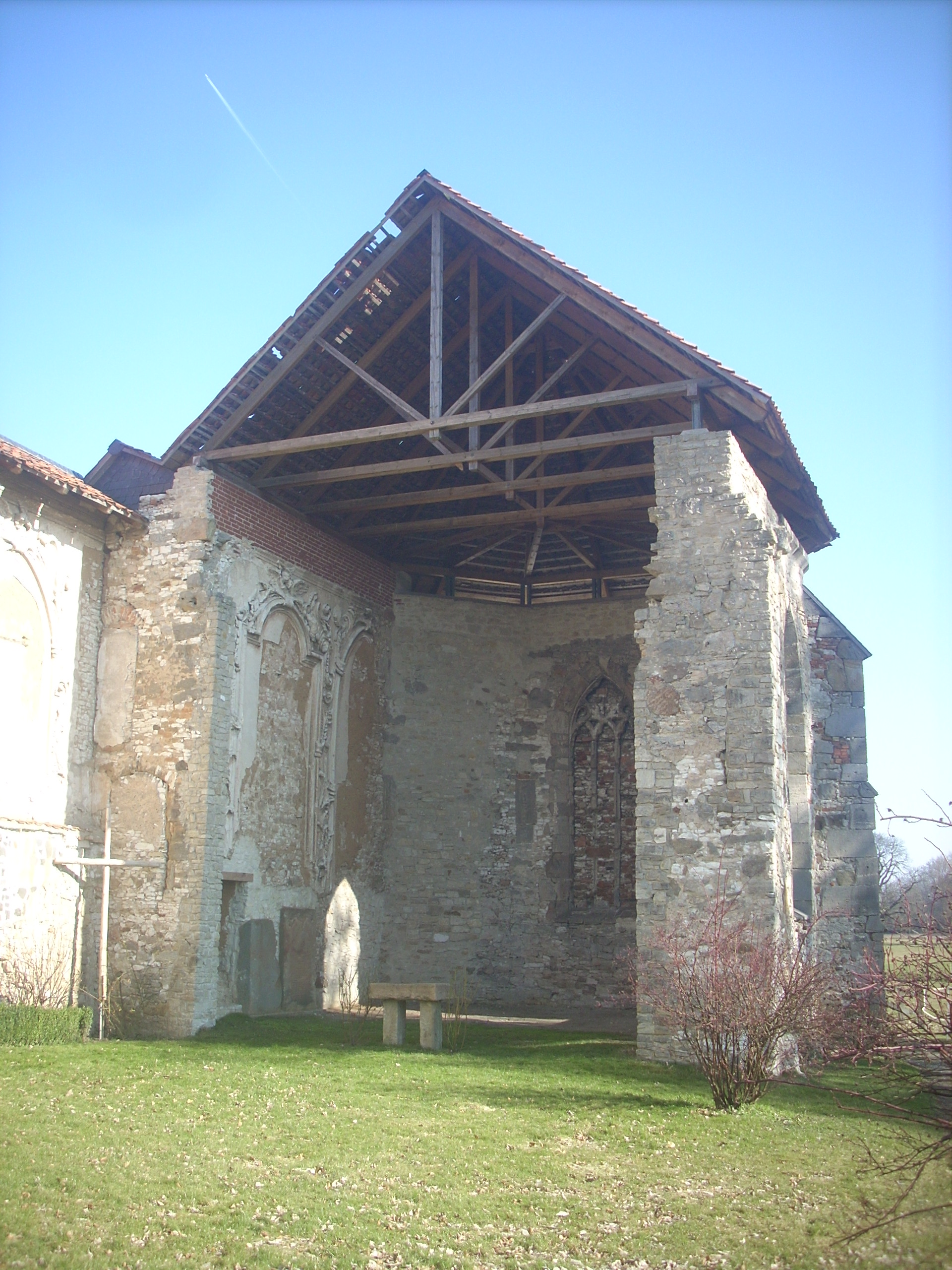
Chor der Kirchenruine
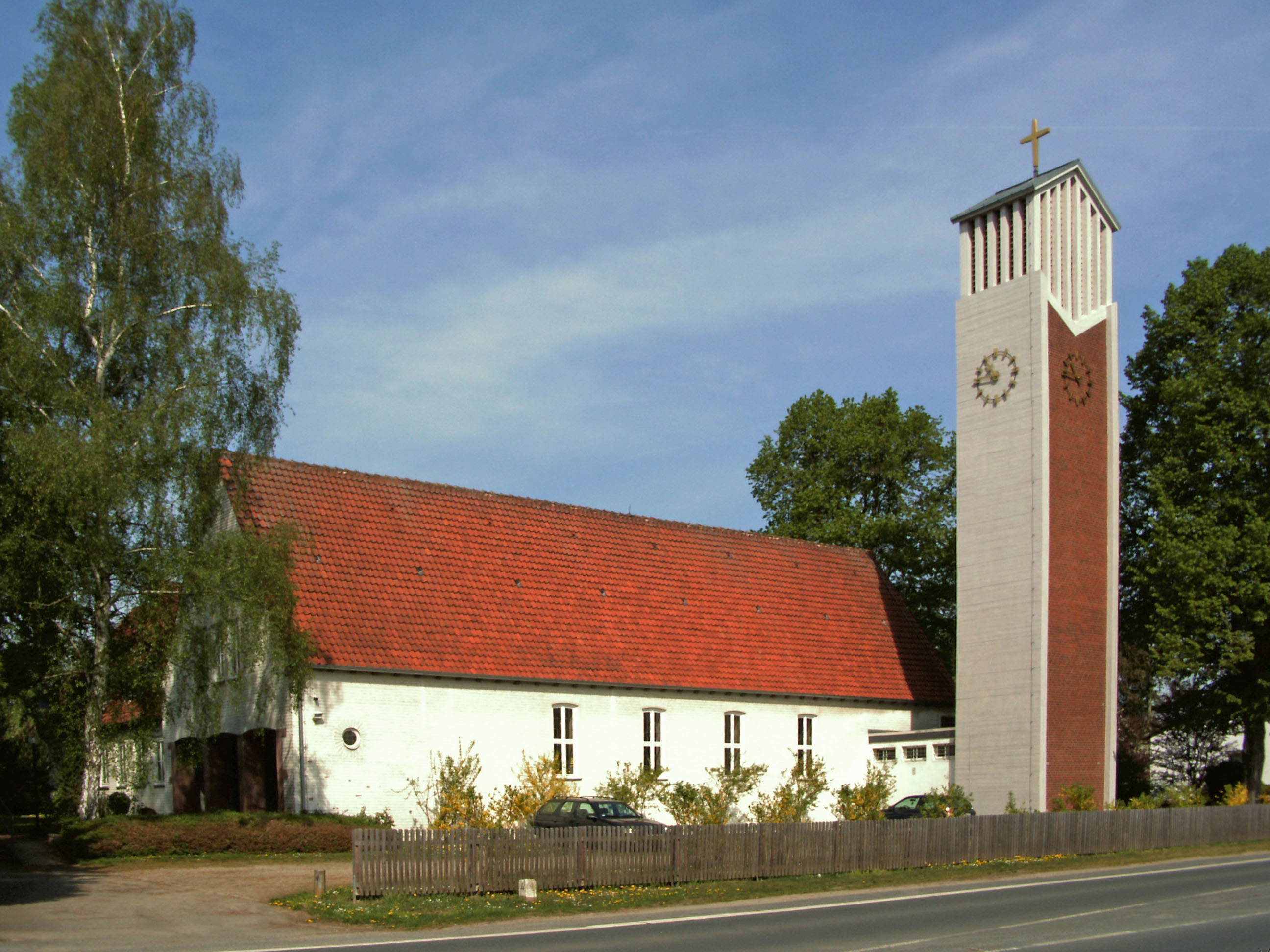
Heilig-Kreuz-Kirche
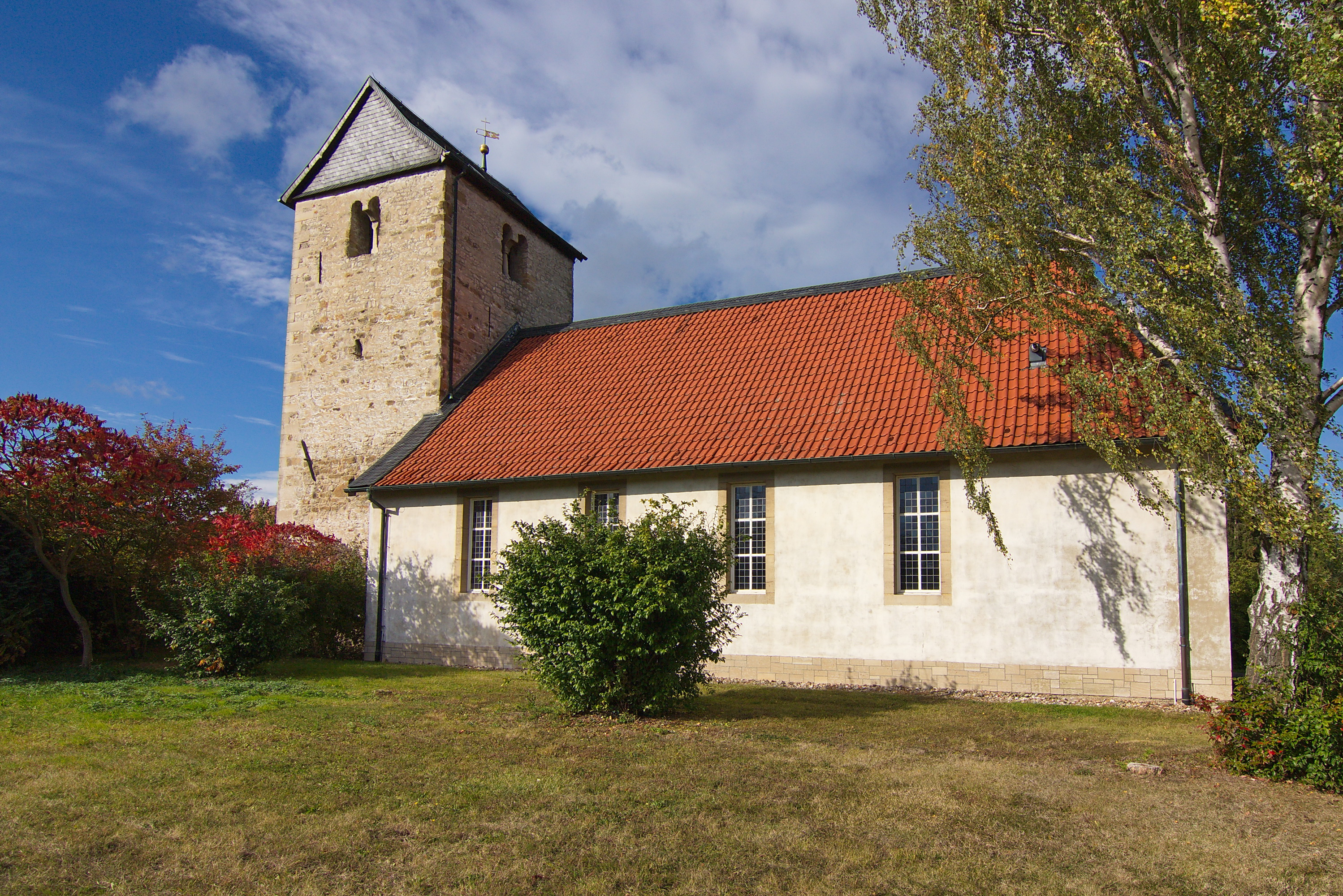
St.-Bartholomäus-Kirche

## Wirtschaft und Infrastruktur
Das Rittergut Dorstadt wird heute als landwirtschaftliches Unternehmen mit Land- und Forst- sowie Gebäudewirtschaft betrieben.
Die Bundesautobahn 36 mit dem Anschluss in Klein Flöthe liegt ca. 6 km westlich der Gemeinde. Zudem liegt Dorstadt an der Bahnstrecke Braunschweig–Bad Harzburg.
Das Ultraleichtfluggelände Dorstadt liegt etwa 1 km westlich der Ortsmitte.

## Persönlichkeiten

### In Dorstadt geboren
- Eberhard Warkehr (1932–2017), Chemiker, Hochschullehrer, Hochschulrektor und Kommunalpolitiker
- Uwe Ohainski (* 1964), Historiker